# Балтени (Бузау)
Балтени (рум. Bălteni) насеље је у Румунији у округу Бузау у општини К.А. Росетти. Oпштина се налази на надморској висини од 48 m.

## Становништво
Према подацима из 2002. године у насељу је живело 566 становника, од којих су сви румунске националности.